# Petrobunus hebei
Espèce
Petrobunus hebei est une espèce d'opilions laniatores de la famille des Petrobunidae.

## Distribution
Cette espèce est endémique du Hebei en Chine. Elle se rencontre dans le xian de Yi.

## Description
Le mâle holotype mesure 1,51 mm et la femelle paratype 1,54 mm.

## Systématique et taxinomie
Cette espèce a été décrite par Zhang, Zhang et Sharma en 2018.

## Étymologie
Son nom d'espèce lui a été donné en référence au lieu de sa découverte, le Hebei.

## Publication originale
- (en) Zhang, Zhang et Sharma, « Two new species of Petrobunus from China (Opiliones: Laniatores: Petrobunidae) », Zootaxa, no 4524,‎ 2018, p. 51-64